# Hexanitrohexaazaisowurtzitan
Hexanitrohexaazaisowurtzitan (HNIW, CL-20) je jednou z nejsilnějších výbušnin. Svojí silou překonává v současnosti nejsilnější vojensky používanou výbušninu oktogen (HMX). Pro svoji citlivost, která je srovnatelná s pentritem ale zatím nenašla uplatnění v hlavicích zbraní. Dnes existují i RS-ε-HNIW varianty s citlivostí podobnou RDX. Používá se v miniaturních náložkách v ropném a těžebním průmyslu a jako součást velmi výkonných raketových paliv. Její nejvíce hustá krystalová modifikace, ε modifikace, má detonační tlak Pcj lehce pod 430 kbar a detonační rychlost 9,38 km/s (platí pro maximální dosažitelnou - krystalovou hustotu). Energie detonace je kolem 6 000 kJ/kg, tedy o přibližně 10 % více než u RDX či HMX.
Průboj kumulačních náloží je při stejném obsahu inertního pojiva o 10 - 15 % vyšší než u HMX. Kumulační náložka o průměru 32 mm tak může probít až 135 mm středně kvalitní oceli, popř. jiná o hmotnosti náplně 70 g a d = 32 mm až 17 cm RHA.